# NFL Fútbol Americano

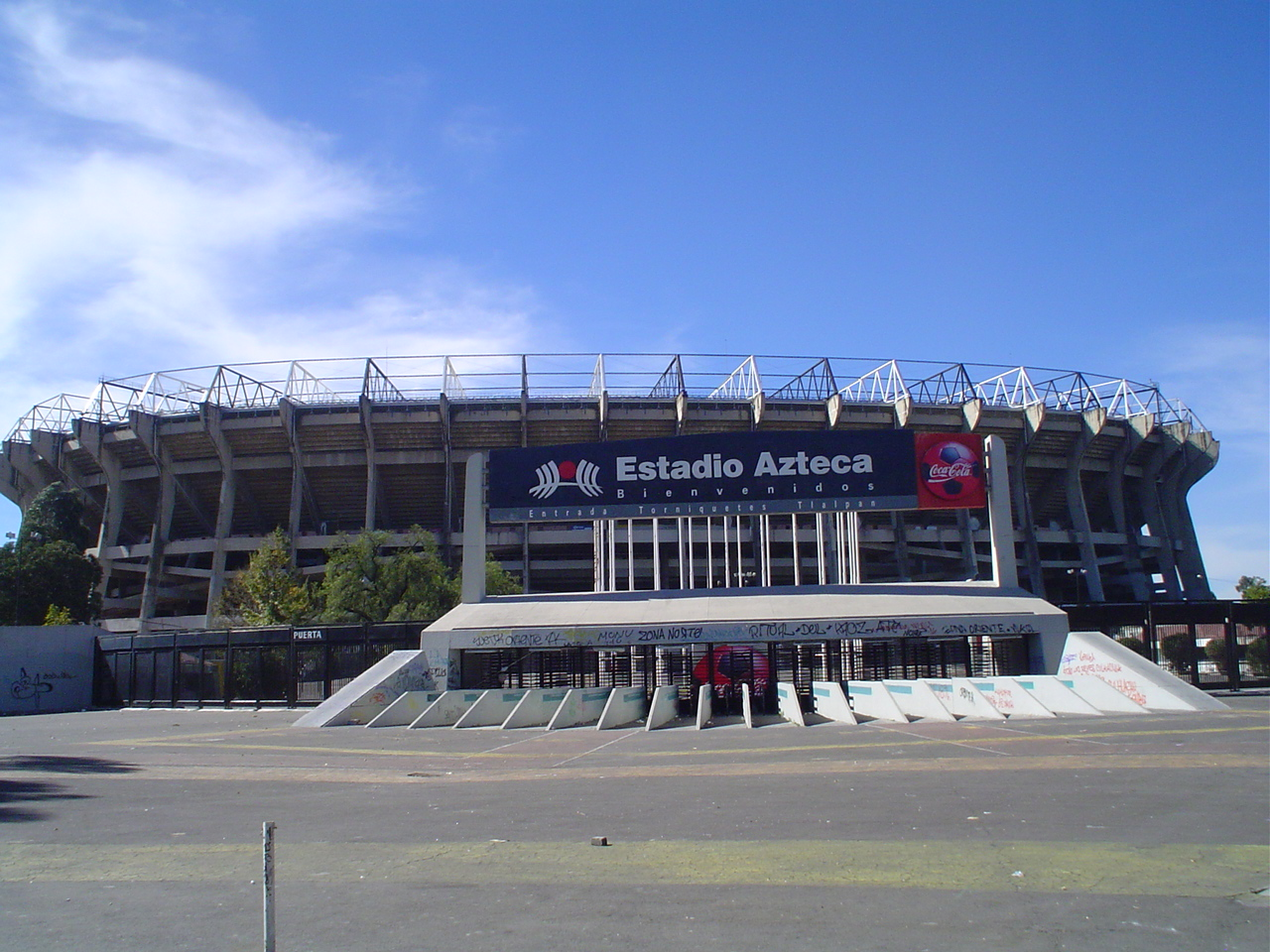
Foto del Estadio Azteca, lugar donde se llevó a cabo el evento llamado NFL Fútbol Americano.

NFL Fútbol Americano fue el nombre utilizado por la campaña de mercadotecnia para el primer partido oficial de temporada regular de la NFL fuera de los Estados Unidos. Fue jugado el 2 de octubre de 2005 en el Estadio Azteca de la Ciudad de México, los Arizona Cardinals vencieron a los San Francisco 49ers por marcador de 31-14. El partido atrajo a 103,467 aficionados con boleto pagado, lo cual aún es el récord de mayor asistencia de aficionados en un partido de la NFL. Este juego, fue parte de la serie de juegos de temporada regular de la NFL, Serie Internacional de la NFL, que se juegan fuera de los Estados Unidos, además de ser el primero.
El término "fútbol americano" fue usado para distinguir el evento del "fútbol soccer".

## Trasfondo
Comenzando en 1986, la NFL sostuvo una serie de varios partidos de exhibición anuales de pretemporada, llamados American Bowls, que fueron realizados en varios sitios fuera de los Estados Unidos. En una conferencia de prensa antes del Super Bowl XXXIX en febrero de 2005, el comisionado de la NFL Paul Tagliabue anunció que la liga estaba considerando sostener encuentros de temporada regular fuera de Estados Unidos, con Toronto y Ciudad de México como los principales candidatos.
En marzo de 2005, se dio el anuncio de que el partido se realizaría el 2 de octubre de 2005, con los Cardinals en contra de los 49ers en la Ciudad de México. Fue programado como un juego local para los Cardinals, principalmente porque casi nunca llenaban su entonces estadio, el Sun Devil Stadium en Tempe, Arizona.
Para marcar este juego histórico para la NFL, todos los jugadores de la NFL durante ese fin de semana utilizaron parches con la palabra "Fútbol Americano" en sus cascos, mientras que estandartes con "Fútbol Americano" escrito en ellos fueron mostrados en todos los estadios de la liga. La NFL nunca ha considerado a este partido dentro de los "American Bowl".

## Resumen del juego
Los 49ers comenzaron anotando en dos errores de Arizona, aprovechando dos regresos de fumbles para dos anotaciones, tomando una ventaja de 14-0, faltando 7:57 minutos por jugar en el primer cuarto. Sin embargo, San Francisco no volvió a anotar. En el segundo cuarto, los Arizona Cardinals consiguieron dos field goals y un pase de touchdown de 17 yardas para el wide receiver Larry Fitzgerald, con una fallida conversión de dos puntos para acercarse en el marcador por 14-12 al medio tiempo. El kicker Neil Rackers, quien anotó dos field goals en el segundo cuarto, logró conectar otros dos en el tercer cuarto para tomar la delantera por 18-14. Arizona entonces dominó el cuarto cuarto, anotando otro field goal (21-14), un touchdown (28-14), y un field goal final para ganar por 31-14.
El balón usado para el kickoff inicial fue enviado al Salón de la Fama.

## Resumen de las anotaciones
- 1.er Cuarto
  - SF - TD de D. Smith (recuperó un fumble en la end zone) (Punto extra de J. Nedney), 49ers 7-0.
  - SF - TD de D. Johnson (recuperó un fumble y lo regresa 78 yds.) (Punto extra de J. Nedney kick), 49ers 14-0.
- 2o. Cuarto
  - AZ - FG de N. Rackers de 40 yardas, 49ers 14-3. Serie ofensiva: 12 jugadas, 66 yardas, Consumo de tiempo: 4:56.
  - AZ - FG de N. Rackers de 45 yardas, 49ers 14-6. Serie ofensiva: 8 jugadas, 50 yardas, Consumo de tiempo: 3:55.
  - AZ - TD de L. Fitzgerald, conversión de dos puntos fallida (pase de 17 yardas fallado por J. McCown), 49ers 14-12. Serie ofensiva: 7 jugadas, 69 yardas, Consumo de tiempo: 1:03.
- 3.er Cuarto
  - AZ - FG de N. Rackers de 48 yardas, Cardinals 15-14. Serie ofensiva: 6 jugadas, 47 yardas, Consumo de tiempo: 3:17.
  - AZ - FG de N. Rackers de 23 yardas, Cardinals 18-14. Serie ofensiva: 8 jugadas, 44 yardas, Consumo de tiempo: 4:04.
- 4o. Cuarto
  - AZ - FG de N. Rackers de 43 yardas, Cardinals 21-14. Serie ofensiva: 7 jugadas, 26 yardas, Consumo de tiempo: 3:02.
  - AZ - Td de A. Boldin (pase de 27 yardas de J.McCown (Punto extra de N. Rackers), Cardinals 28-14. Serie ofensiva: 5 jugadas, 35 yardas, Consumo de tiempo: 2:47.
  - AZ - FG de N. Rackers de 24 yardas, Cardinals 31-14. Serie ofensiva: 4 jugadas, 7 yardas, Consumo de tiempo: 1:41.